# Sólyomkő (Kolozs megye)
Sólyomkő (románul: Şoimeni, korábban Şinteu) település Romániában, Kolozs megyében.

## Fekvése
Kolozsvártól 26 km-re északra, Borsaújfalu, Magyarfodorháza és Báboc közt fekvő település.

## Története
1320-ban Solumkuu néven említik először. Lakossága a reformáció idején felvette a református vallást.
1658-ban a tatárok elpusztították a falut, melynek következtében román jobbágyokkal népesítették be újra. A település gótikus stílusban épült református temploma egyedüliként élte túl a pusztítást, de mivel már nem volt rá szükség, lebontották és köveiből kijavították a báboci református templomot.
A trianoni békeszerződésig Kolozs vármegye Kolozsvári járásához tartozott.

## Lakossága
1910-ben 872 lakosából 771 román, 97 magyar és 4 német nemzetiségűnek vallotta magát.
2002-ben 400 lakosából 382 román, 15 cigány, 2 magyar és 1 egyéb nemzetiségű volt.

## Híres emberek
- Itt született 1926-ban Oliver Lustig író, holokauszttúlélő.